# Маренич Тетяна Григорівна
Маренич Тетяна Григорівна (нар. 8 вересня 1963) — доктор економічних наук, професор, професор кафедри обліку, аудиту та оподаткування Державного біотехнологічного університету, провідний науковий співробітник лабораторії економіки та маркетингу інновацій Інституту тваринництва НААН.

## Біографія
Тетяна Григорівна народилася 8 вересня 1963 року у с. Єлизаветівка Лозівського району Харківської області.
У 1985 році закінчила Харківський сільськогосподарський інститут ім. В. В. Докучаєва.
З 1985 по 1997 роки асистент кафедри бухгалтерського обліку та фінансів Харківського сільськогосподарського інституту ім. В. В. Докучаєва.
У 1997 році захистила кандидатську дисертацію на тему: «Внутрішньогосподарські відносини в реформованих сільськогосподарських підприємствах».
З 1997 по 1998 роки асистент, доцент кафедри бухгалтерського обліку Харківського державного аграрного університету ім. В. В. Докучаєва.
З 1998 по 1999 роки працювала доцентом кафедри економіки, бізнесу та маркетингу Харківського державного технічного університету сільського господарства.
З 1999 по 2007 роки доцент, а з 2007 по 2009 роки професор кафедри обліку і аудиту Харківського національного технічного університету сільського господарства імені Петра Василенка.
У 2007 році захистила докторську дисертацію на тему: «Трансформація та механізми економічного регулювання агроформувань (питання теорії, методології, практики)».
З 2008 по 2010 роки член спеціалізованої вченої ради Сумського національного аграрного університету.
У 2009 році професор, завідувач кафедри бухгалтерського обліку Полтавської державної аграрної академії.
З 2009 по 2017 роки працювала на посаді професора кафедри обліку та аудиту Харківського національного технічного університету сільського господарства імені Петра Василенка.
З 2012 по 2016 роки член спеціалізованої вченої ради Харківського національного технічного університету сільського господарства імені Петра Василенка.
З 2015 по 2021 роки завідувачка кафедри обліку та аудиту Харківського національного технічного університету сільського господарства імені Петра Василенка.
З 2017 по 2019 роки голова спеціалізованої вченої ради Харківського національного технічного університету сільського господарства імені Петра Василенка.
З вересня 2021 по червень 2023 року професорка кафедри обліку, аудиту та оподаткування Державного біотехнологічного університету.
З червня 2023 року провідний науковий співробітник лабораторії економіки та маркетингу інновацій Інституту тваринництва НААН.

## Праці
Тетяна Григорівна автор більше 500 наукових праць, у тому числі статті, що індексуються в наукоментричних базах Scopus та Web of Science - 9, 19 підручників та навчальних посібників, 20 монографій.
Наукові інтереси: економіка АПК, бухгалтерський облік, фінансова звітність, облікова політика.
Напрям наукових досліджень: механізми економічного регулювання сільськогосподарських товаровиробників в умовах формування інноваційної моделі розвитку АПК.
Основні праці:
- Рекомендації з обліку господарських операцій за новим планом рахунків. Харків, 2000 (співавтор)
- Бухгалтерський облік в агроформуваннях. Київ, 2005 (співавтор)
- Трансформаційна динаміка та механізми економічного регулювання агроформувань (питання теорії, методології, практики). Київ, 2005.
- Теорія та методологія механізмів регулювання в агроформуваннях. Харків, 2013 (співавтор)
- Організаційно-економічні засади підвищення ефективності об'єктів малого підприємства в аграрній сфері. Харків, 2015 (співавтор)

## Відзнаки та нагороди
- грамота Харківської обласної ради (2015);
- грамота Департаменту науки і освіти Харківської обласної державної адміністрації (2017);
- подяка Центральної об'єднаної державної податкової інспекції м. Харкова головного управління ДФС у Харківській області (2017);
- подяка Громадської організації «Всеукраїнський бухгалтерський клуб» (2017);
- подяка Голови Харківської обласної ради (2018);
- грамота Центрального управління Головного управління Державної фіскальної служби у Харківській області (2019);
- подяка Харківського міського голови (2019);
- лист подяки Східного управління Головного управління державної податкової служби у Харківській області (2019);
- грамота Львівського національного аграрного університету (2019);
- подяка адміністрації Одеського державного аграрного університету (2019);
- грамота Сумського національного аграрного університету (2019);
- почесна грамота Харківського міського голови (2020).